# Império Bizantino sob a dinastia leonina
A dinastia leonina do Império Bizantino começou com a ascensão de Leão I, o Trácio, numa época em que o Império Romano do Ocidente estava a caminho da queda. Numerosas intrigas palacianas e problemas com a origem bárbara do imperador Zenão não permitiu que este se sentisse bem em seus sucessos. O último membro desta dinastia, Anastácio I Dicoro, era considerado um homem de qualidades e fez muito para restaurar a confiança do governo imperial. Sua morte marcou o início da dinastia justiniana.

## Leão I
Leão faz parte de uma série de imperadores fantoche que foram colocados no trono por intermédio do mestre dos soldados (magister militum), Áspar, um alano. Este era capaz de escolher candidatos entre seus oficiais subordinados, provavelmente contando com sua lealdade contínua. Em 7 de fevereiro de 457 Leão foi coroado pelo patriarca Anatólio, a primeira coroação conhecida que envolve um patriarca.

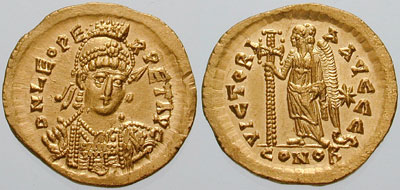
Soldo de Leão I.

Durante o reinado de Leão, o tratado selado por Teodósio II e o Império Sassânida continuou a vigorar o que manteve a fronteira oriental segura. No entanto os bizantinos enfrentaram outros problemas: com a desintegração do Império Huno dois grupos de góticos sob Teodorico Estrabão e Valamiro instalaram-se nos Bálcãs; avaros, eslavos e búlgaros começaram a instalar-se em torno do Danúbio; problemas com as regiões do Cáucaso e Arábia; vândalos e o Império do Ocidente ainda traziam problemas para o império. Hostilidades com os góticos de Valamiro nos Bálcãs ocidentais em 459 produziram um tratado de paz favorável aos bizantinos assim como subsídios em troca de paz e um refém. Leão prosseguiu sua política externa aumentando a pressão sob as tropas imperiais instaladas no Danúbio e realizando campanhas contra os hunos sob a liderança de Dengizico.
Em 468, realizou uma expedição conjunta contra os vândalos que envolveu uma armada apoiada por contingentes terrestres provenientes do império ocidental e do Egito. Este exército comandado pelo cunhado de Leão, Basilisco, sofreu uma dura derrota o que ocasionou um dura subtração de navios, contingente humano e dinheiro ao império. Leão teve notória participação política dentro do império ocidental: em 457 auxiliou na ascensão a imperador de Majoriano; em 467 envia Antêmio, marido da filha do imperador Marciano, para a Itália onde apossa o poder como imperador; em 774 envia uma expedição contra a Itália para depor o então imperador Glicério e colocar ao poder Júlio Nepos. Além disso é importante lembrar que durante seu reinado Teodorico (posteriormente conhecido como "o Grande"), ainda criança, viveu em meio a sua corte e aprendeu diversos elementos do mundo romano que o auxiliaram posteriormente.

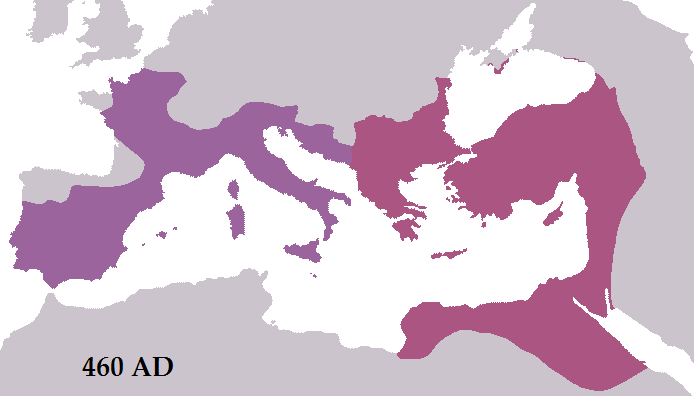
Mapa do mundo romano durante o reinado de Leão.

A política interna adotada por Leão foi concebida em dois pilares, religião e política. Em 460, alexandrinos elegeram um patriarca monofisista, Timóteo Éluro. Após consultar os bispos orientais Leão decidiu tirar a força Timóteo substituindo-o por Timóteo Salofacíolo. Em 464, Constantinopla foi arrasada por um incêndio de grandes proporções. Em 461, Leão fundou os Excubitores como um contrapeso aos soldados germânicos sob comando de Áspar. A maioria dos membros recrutados foram guerreiros isauros. Em 466, o poder de Áspar foi enfraquecido, pois seu filho, Ardabúrio, foi acusado de traição, no entanto, este manteve poder o bastante para elevar seu filho Júlio Patrício ao estatuto de César em 470. Em 467, Isocásio, um oficial de justiça, foi preso e acusado de ser um heleno (pagão). Embora absolvido das acusações, este evento fez com que Leão emitisse uma lei em 468 que proibia os pagãos de advogarem.

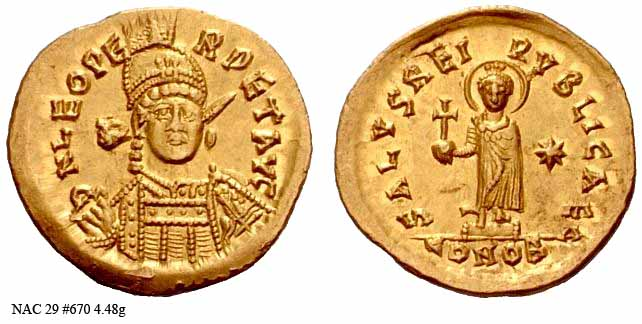
Soldo do imperador Leão II

Em 466, Leão selou uma aliança com Tarasicodissa, um oficial isauro, através do casamento de sua filha mais velha Ariadne com o mesmo que posteriormente alterou seu nome para Zenão; em 469 Áspar tentou assassinar Zenão, no entanto, seu golpe foi frustrado. Posteriormente Leão, por influência de Áspar, ansiou casar sua filha mais nova, Leôncia, com Júlio Patrício, no entanto, após a anunciação do casamento diversas revoltas eclodiram em 670 em Constantinopla: os bispos da cidade não tolerariam a união de ambos, pois Patrício e seu pai eram arianos, de modo que apenas tolerariam a união com a conversão dos mesmos. No mesmo ano o mestre dos soldados Anagastes revoltou-se na Trácia a mando de Ardabúrio. Como consequência, Leão ordenou que Aspar, Ardabúrio e possivelmente Patrício fossem assassinados no palácio imperial. Leão ganhou dos historiadores contemporâneos à Malco e Cândido o apelido de "Macelles" (o Algoz) pela forma das mortes.
Em outubro de 473, o neto de Leão, Leão II, foi proclamado césar e efetivamente tornou-se o herdeiro designado do trono, em virtude de ser o parente mais próximo de Leão. Em 18 de fevereiro de 474, aos 73 anos, Leão morreu de disenteria. Durante o reinado de seu neto, que durou apenas 10 meses, pois o mesmo faleceria de uma doença desconhecida, Zenão atuou como co-imperador.